# エリン・クレシダ・ウィルソン
エリン・クレシダ・ウィルソン（Erin Cressida Wilson、1964年2月12日 - ）は、アメリカ合衆国の脚本家、劇作家である。

## 経歴
カリフォルニア州サンフランシスコ出身。スミス大学を卒業した。ブラウン大学、デューク大学、カリフォルニア大学サンタバーバラ校で教鞭をとった。『セクレタリー』や『毛皮のエロス/ダイアン・アーバス 幻想のポートレイト』、『CHLOE/クロエ』、『ガール・オン・ザ・トレイン』などの脚本を手がけている。

## フィルモグラフィー
特記のない作品は脚本を担当。

### 長編映画
- セクレタリー Secretary （2002年）
- 毛皮のエロス/ダイアン・アーバス 幻想のポートレイト Fur: An Imaginary Portrait of Diane Arbus （2006年）
- CHLOE/クロエ Chloe （2009年）
- ステイ・コネクテッド〜つながりたい僕らの世界 Men, Women & Children （2014年）
- ガール・オン・ザ・トレイン The Girl on the Train （2016年）

### テレビ映画
- 告発弁護人 Darrow （1991年） - 出演
- コール・ミー・クレイジー 5つの処方箋 Call Me Crazy: A Five Film （2013年）

## 受賞
- 2003年 - 第18回インディペンデント・スピリット賞 - 最優秀初脚本賞（『セクレタリー』）[7]